# Булатович, Николай Евгеньевич
Николай Евгеньевич Булато́вич (укр. Микола Євгенович Булатович, 14 февраля 1909, Киевская губерния — 3 сентября 1937, Быковня) — украинский советский поэт и журналист периода расстрелянного возрождения, автор текстов песен.

## Биография
Сын киевского священника. Учился в Художественном институте в Киеве.
Публиковаться начал в 1927 году в литературно-художественных журналах «Глобус», «Нова громада», «Життя й революція», «Молодой большевик». Работал в литературных издательствах и редакциях газет «Нова генерація», «Заклик», «Літературна газета», «Радянське літературознавство».
Был членом литературной организации «Нова генерація» (Новое поколение) и ВУСПП.
Первый сборник стихов «Книга тревог» вышла 1930 году.
Автор поэтических сборников («Скажу по правді» (1932)). Некоторые из его стихов положены на музыку («Встануть на Райні і Темзі: марш жовтневих демонстрантів» О. Берндтом, М. Тицем и др.
Стремился перенести на украинскую литературную почву творческую манеру В. В. Маяковского.
14 июня 1937 года арестован по обвинению в украинской националистической фашистско-террористической деятельности, 2 сентября того же года осуждён.
Расстрелян на следующий день в Быковне.
20 июля 1957 Военной комиссией Верховного Суда СССР был посмертно реабилитирован.